# Wojciech Wróż

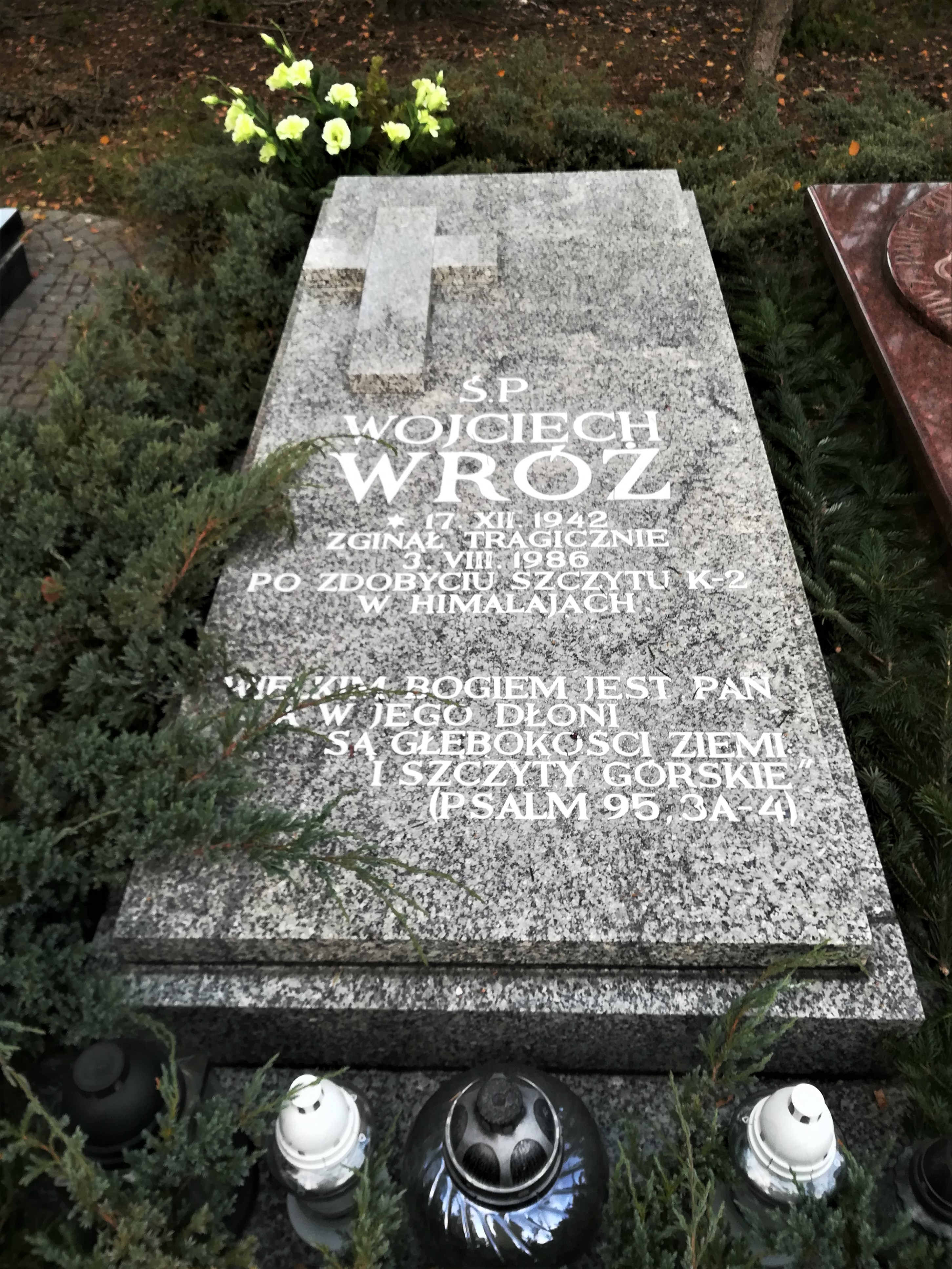
Grób na cmentarzu junikowskim w Poznaniu

Wojciech Wróż (ur. 17 grudnia 1942 w Poznaniu, zm. 3 sierpnia 1986 pod K2) – polski taternik, alpinista i himalaista, a także autor książek o tematyce wspinaczkowej, magister nauk fizycznych, specjalista w dziedzinie elektronicznej aparatury medycznej.

## Życiorys
Początkowo pracował jako asystent na Uniwersytecie im. Adama Mickiewicza w Poznaniu, a następnie w szpitalu onkologicznym (Zakładzie Radiologii Ogólnej Szpitala im. J. Strusia).
Wojciech Wróż wspinać zaczął się w roku 1962, początkowo w słowackich Tatrach (m.in. w Dolinie Kaczej w 1963 i 1964). Od 1966 brał udział w wyprawach w Alpy. Dokonał w nich kilku istotnych przejść, m.in. pierwszego polskiego przejścia drogi Cassina na Piz Badile (1967, z H. Furmanikiem, M. Grochowskim, P. Kintopfem, S. Skierskim i A. Skłodowskim). Wytyczył nowe drogi północnym filarem Pointe Hélène na Grandes Jorasses (1970, z E. Chrobakiem i J. Porębą) i lewym filarem Brouillard na Mont Blanc (1971, z R. Kowalewskim i J. Mączką).
Jeździł też w inne rejony. W 1965 brał udział w wyprawie na Spitsbergen, w 1969 w góry Elburs do Iranu (pierwsze przejście centralnego filara Alam Kuh), w 1972 i 1975 w Pamir (Pik Kommunizma 1972, Pik Lenina 1975), w 1974 na Ruwenzori (pierwsze wejście zachodnią ścianą masywu Bakera).
Od 1976 uczestniczył w wyprawach na ośmiotysięczniki Himalajów i Karakorum. W tym roku razem z Eugeniuszem Chrobakiem dotarł na nowej drodze północno-wschodnią granią K2 do wysokości 8400 m n.p.m. Również z Chrobakiem w 1978 jako pierwsi zdobyli Kanczendzongę Południową (8576 m). W roku 1980 osiągnął wysokość 8050 m na południowym filarze Mount Everest. W 1982 ponownie uczestniczył w wyprawie na K2, dotarł wraz z Leszkiem Cichym do 8250 m. Dwa lata później z T. Karolczakiem przeszedł bez dodatkowego tlenu południowy filar Yalung Kang (8505 m) w masywie Kanczendzongi. 3 sierpnia 1986 bez tlenu wszedł na wierzchołek K2 południowo-zachodnim filarem (Magic Line) wraz z Peterem Božikiem i Przemysławem Piaseckim. Zginął podczas zejścia ze szczytu – prawdopodobnie zsunął się z końcówki liny poręczowej na górnych stokach tzw. Żebra Abruzzów, na wysokości ok. 8100 m. Był siódmą ofiarą tragicznego sezonu 1986 na K2.
W latach 1977–1979 był wiceprezesem Klubu Wysokogórskiego w Poznaniu, w 1979–1981 prezesem. Przez wiele lat działał w Komisji Sportowej Zarządu Głównego Klubu Wysokogórskiego, potem Polskiego Związku Alpinizmu. Pisał na tematy związane ze wspinaczką, w 1982 wydano jego książkę o wyprawie na Kanczendzongę. Został odznaczony złotym medalem „Za Wybitne Osiągnięcia Sportowe”. W 2017 upamiętniony tablicą na Tatrzańskim Cmentarzu Symbolicznym oraz na Kopcu Gilkeya.

## Publikacje
- Święta góra Sikkimu. Zapiski z wyprawy na Kanczendzongę Południową, Sport i Turystyka, Warszawa, 1982, ISBN 83-217-2377-2.